# Survive Said The Prophet
Survive Said The Prophet（サヴァイヴ・セッド・ザ・プロフェット）は、日本のロック・バンド。所属事務所はソニー・ミュージックエンタテインメント内の株式会社次世代。レーベルはソニー・ミュージックレコーズ。略称は「サバプロ」。

## メンバー
Yosh(ヨシ, Yoshiya Morita 1988年6月4日-)：Vocal 
- Ex.YesterdayFall
- 東京都出身。
- 好きな食べ物はクリーミーな物（カルボナーラ、ホワイトシチューなど）
- 嫌いな食べ物は椎茸、茄子。
- インターナショナルスクールに通っていた。卒業後、アメリカのフルセイル大学へ進学する。
- Shureのマイクを使用。
- 学生時代はレスリング部で、生徒会長もしていた。
- アイススケート、ローラーブレードを上手に滑られる。

Tatsuya(タツヤ, Tatsuya Kato 1989年7月11日-)：Guitar
- Ex.FAKE FACE
- 宮城県仙台市太白区出身。
- 既婚。1児の父。
- シェクターのギターを使用。使用モデルはAR-06 See Thru Black等。
- 趣味はスケボー、釣り、筋トレ。
- 猫を2匹(まる&ぺけ)飼っている。
- Yudaiとは小学校時代からの付き合い。
- 妹は仙台市にあるCHICCIで働いている。

Show　(ショウ, Sho Okada 1989年11月21日-)：Drums
- Ex.RAVAR Ex. fly sleep fly
- El Tempoのメンバー
- 東京都町田市出身。
- RAVARではリーダーを担当していた。
- 空手経験者で小5で黒帯になった。
- アニメとアイドルが好き。
- PEARL、SABIANとエンドースメント契約している。
- drummaniaに出会いドラムを始める。
- coldrainのkatsumaと仲が良い。
- Yudai脱退後からはスクリームパートも兼任している。

### 旧メンバー
- Takuya Suzuki – Guitar (Ex.YesterdayFall Ex.Moonwalk Street)
  - 2015年、年内をもって脱退。

- Kei Tatsuno – Drums (Ex.YesterdayFall)
- Yudai − Bass&Scream(Ex.Underland)
  - 2021年4月2日をもって脱退。
- Ivan　(アイバン, Ivan Kwong 1988年10月25日-)：Guitar
  - Ex.Aphelion(元Her Name In BloodのShogoを中心としたポストハードコアバンド)
  - 香港出身。Supper Momentのボーカル、Sunny Chanとは幼なじみの関係であり、香港にいた頃はSunnyと弾き語りによる路上ライブを行っていた。2018年にSurvive Said The ProphetとSupper Momentの共同で制作された楽曲「To Whom」によって、2人にとっては約10年ぶりの再共演を果たした。
  - 19歳の頃に日本へ移住。
  - 日本語、英語、広東語、北京語を流暢に話せる。
  - アイバニーズのギターを使用。使用モデルはIbanez AZ224F-BIG等。
  - 物販やCDジャケットのデザインも担当していた。
  - 2025年7月28日をもって脱退。

### 旧サポートメンバー
- 横珍 – Support drums(Ex.ANGRY FROG REBIRTH)
- Yuki Hanazawa – Support bassist and dirty vocal
  - 現在me;usで活動中。

- Atsushi – Support bassist
  - 現在chasedownで活動中。

## 略歴
2011年
- 前身バンドYesterdayFall解散後、東京にてGt. Shige, Ba. Junya以外のメンバーで結成。
- シングル「Let Us Party」を会場限定リリース。

2012年
- 「Survive Said The Prophet -EP-」を配信限定リリース。

2014年
- 各1000枚限定シングル「MeIaM」「Cocoon」を会場限定リリース。
- タワーレコードで限定発売されたCrystal Lake、NOISEMAKER、wrong cityの4バンドからなるスプリット「REDLINE RIOT」に参加。

2015年
- 自主レーベルより初の全国流通作品「Course Of Action」をリリース。
- 澤野弘之のボーカルプロジェクトにVo.Yoshが参加。
- Gt.Takuya Suzuki、脱退。

2016年
- ZESTONE RECORDSと契約。
- Gt.Tatsuya加入。
- 「KNOTFEST2016」に出演。
- クリス・クラメットをプロデューサーに迎えて2ndアルバム「FIXED」をリリース。
- AP JAPAN誌では読者が選ぶ「BREAKTHROUGH ARTIST」部門で3位にランクイン。

2017年
- 「FIXED」ツアーファイナルとしてTSUTAYA O-WESTにてワンマン公演を行い、ソールドアウト。
- 「PUNKSPRING 2017」「SOMMER SONIC 2017」に出演。
- 再びクリス・クラメットとタッグを組み、3rdアルバム「WABI SABI」をリリース。
- 12月、「COUNTDOWN JAPAN 17/18」に出演。

2018年
- 5月、ダブルA面シングル「NE:ONE / HI LO」（エニワン / ハイアンドロー）をリリース。
- 8月、シングル「found & lost」をリリース。
- 9月、Sony Music Recordsより4thアルバム「s p a c e [ s ]」（スペーシィズ）をリリースし、メジャーデビュー。
- 10月から翌年2月まで、26都市27公演の「s p a c e [ s ]」TOUR 2018-19を敢行。
- 12月、シングル「RED」をリリース。「COUNTDOWN JAPAN 18/19」に出演。

2019年
- 3月から6月に掛けて47都道府県ツアー『Now more than ever Tour』を敢行。
- 8月、シングル「MUKANJYO」をリリース。
- 9月から12月に掛けてZepp Divercity Tokyo公演を含む『Made in Asia Tour』を敢行。ツアーファイナルを新木場STUDIO COASTで行った。

2020年
- 5thアルバム、「Inside Your Head」をリリース。
- 10月、結成10周年を記念して、メンバーが10年間を振り返り、象徴的な場面とリンクすると感じた10曲と、バンドの活動を支えてきた関係者が選んだ5曲、ファン投票による人気曲上位5曲の計20曲[3]を収録したベスト・アルバム『To Redefine / To Be Defined』を2021年1月20日にリリースする旨を、同月27日に新木場STUDIO COASTで行われた東名阪ツアー「Inside Your Head Tour -this might be the last-」ファイナル公演のアンコールにて発表[4]。

2021年
- ベスト・アルバム、『To Redefine / To Be Defined』リリース。
- Ba/Vo.Yudai、脱退。
- Dr.Showが東京2020パラリンピック閉会式にEl Tempoとして出演。

## ディスコグラフィー

### シングル
| 発売日     | タイトル                                         | 曲目 | 備考                                                  |
| ---------- | ------------------------------------------------ | --- | ----------------------------------------------------- |
| 2011       | Let Us Party                                     | | 会場限定販売                                          |
| 2012/05/01 | Survive Said The Prophet -EP-                    | 1. Start-End-[Redo] 2. Let Us Party!! 3. Innocence in the Name of Love 4. Awake You Ask Kinda Awkwardly                                                                              | 配信限定EP                                            |
| 2014/03/21 | MeIaM                                            | 1. mirror 2. identity with in | 1コインシングル(500円)、現在は完売につき入手困難      |
| 2014/06/01 | COCOON                                           | 1. If You Really Want To 2. Uplifted | 1コインシングル(500円)、現在は完売につき入手困難      |
| 2016/05/28 | Let it die                                       | 1. Let it die (-Magic Hour Mix-) | 配信限定シングル                                      |
| 2018/05/23 | NE:ONE/HI｜LO                                    | 通常盤 1. NE:ONE 2. HI｜LO 3. Conscious –“WABI SABI TOUR 2017 FINAL”LIVE Ver. | オリコン総合：45位                                    |
| 2018/05/23 | NE:ONE/HI｜LO                                    | 初回生産限定盤 1. NE：ONE 2. HI｜LOW 3. NE:ONE –Instrumental- | オリコン総合：45位                                    |
| 2018/08/01 | found & lost                                     | 1. found & lost 2. UPLIFTED 3. found & lost -Instrumental- | オリコン総合：42位                                    |
| 2018/10/30 | To Whom / Supper Moment&Survive Said The Prophet | 1. To Whom | 配信限定シングル                                      |
| 2018/12/12 | RED                                              | 初回仕様限定盤・通常盤 1. RED 2. LOST & FOUND 3. RED-INSTRUMENTAL- | オリコン総合：28位 オリコンロック:5位                 |
| 2018/12/12 | RED                                              | 初回生産限定盤CD+DVD DISC-1(CD) 1. RED 2. LOST & FOUND 3. RED–INSTRUMENTAL- DISC-2(DVD) - SURVIVE SAID THE PROPHET × BANANA FISH SPECIAL MOVIE                                       | オリコン総合：28位 オリコンロック:5位                 |
| 2019/02/03 | Common Sense                                     | 1. HEROINE 2. BRIDGES | 2会場数量限定リリース                                 |
| 2019/03/26 | Things Unsaid                                    | 1. 3 a.m. 2. Never ; Saying never | 「Now more than ever Tour」ライブ会場数量限定リリース |
| 2019/05/07 | Closure                                          | 1. Last Dance Lullaby (English Ver.) 2. Last Dance Lullaby (Japanese Ver.) | 「Now more than ever Tour」ライブ会場数量限定リリース |
| 2019/08/21 | MUKANJYO                                         | 初回生産限定盤 DISC1(CD) 1. MUKANJYO 2. Right and Left -“s p a c e [ s ] TOUR 2018-19 FINAL”LIVE Ver.- 3. MUKANJYO –Instrumental- DISC2(DVD) - VINLAND SAGA Non Credit Opening Movie | オリコン総合：45位 オリコンロック:5位                 |
| 2019/08/21 | MUKANJYO                                         | 通常盤 1. MUKANJYO 2. Right and Left -“s p a c e [ s ] TOUR 2018-19 FINAL”LIVE Ver.- 3. MUKANJYO –Instrumental-                                                                      | オリコン総合：45位 オリコンロック:5位                 |
| 2021/10/29 | Win/Lose                                         | 1. Win/Lose | 配信限定シングル                                      |
| 2022/02/02 | Papersky｜Win/Lose                               | 初回仕様限定盤 1. Papersky 2. Win/Lose 3. Papersky -Instrumental- 4. Win/Lose -Instrumental-                                                                                         | オリコン総合：40位                                    |
| 2023/4/4   | Paradox                                          | 1. Paradox | 配信限定シングル                                      |

### 参加作品
| 発売日 | 発売日   | タイトル                                                             | 品番                                               | レーベル         | 備考 |
| 年     | 月日     | タイトル                                                             | 品番                                               | レーベル         | 備考 |
| ------ | -------- | -------------------------------------------------------------------- | -------------------------------------------------- | ---------------- | --- |
| 2014年 | 12月10日 | REDLINE RIOT!!                                                       | RIOT-1001                                          | REDLINE RECORDS  | Crystal Lake、NOISEMAKER、wrong cityとのスプリットアルバム。タワーレコード限定販売。                                                                         |
| 2015年 | 5月20日  | X.U.｜scaPEGoat                                                      | 通常盤：DFCL-2132 期間生産限定盤：DFCL-2133        | DefSTAR RECORDS  | 澤野弘之がシンガーを迎え展開しているボーカルプロジェクト SawanoHiroyuki[nZk]。M2「scaPEGoat」にVo.Yoshが参加。TVアニメ「終わりのセラフ」エンディングテーマ。 |
| 2015年 | 9月9日   | o1                                                                   | 初回生産限定盤：SECL-1760/1 通常盤：SECL-1762      | SME Records      | 澤野弘之がシンガーを迎え展開しているボーカルプロジェクト SawanoHiroyuki[nZk]。M5「scaPEGoat」、M10「Rise Above」にVo.Yoshが参加。                            |
| 2015年 | 10月2日  | AS LIFE                                                              |                                                    |                  | オーストラリアのAwaken I Amとの4曲入りアコースティックEP。会場、ONLINE STORE限定販売。                                                                       |
| 2017年 | 5月24日  | CRISIS 公安機動捜査隊特捜班 ORIGINAL SOUNDTRACK                      | SECL-2163                                          | SME Records      | 澤野弘之によるオリジナル・サウンドトラック。M4「The Brave」にVo.Yoshが参加。                                                                                 |
| 2017年 | 6月7日   | TVアニメ「進撃の巨人」 Season 2 オリジナル・サウンドトラック         | PCCG-01615                                         | ポニーキャニオン | 澤野弘之によるオリジナル・サウンドトラック。M1「Barricades」にVo.Yoshが参加。                                                                                |
| 2017年 | 9月20日  | 2V-ALK                                                               | 通常盤：VVCL-1100 初回生産限定盤：VVCL-1098        | SACRA MUSIC      | 澤野弘之がシンガーを迎え展開しているボーカルプロジェクト SawanoHiroyuki[nZk]。M7「rabBIThole」、M11「mio MARE <2v-alk_v>」にVo.Yoshが参加。                  |
| 2018年 | 6月27日  | 劇場版 進撃の巨人 Season 2 -覚醒の咆哮- オリジナル・サウンドトラック | 初回限定盤BD：PCXG-50603 初回限定盤DVD：PCBG-52786 | ポニーキャニオン | 澤野弘之によるオリジナル・サウンドトラック。M1「Barricades <MOVIEver.>」にVo.Yoshが参加。                                                                    |
| 2019年 | 3月6日   | R∃/MEMBER                                                            | 通常盤：VVCL-1411 初回生産限定盤：VVCL-1409/10     | SACRA MUSIC      | 澤野弘之がシンガーを迎え展開しているボーカルプロジェクト SawanoHiroyuki[nZk]。M1「Glory -into the RM-」、M11「REMEMBER」にVo.Yoshが参加。                    |
| 2020年 | 4月8日   | 澤野弘之 BEST OF VOCAL WORKS [nZk] 2                                 | 通常盤：VVCL 1644/5 初回生産限定盤：VVCL 1640/3    | SACRA MUSIC      | DISC1：M7「Barricades」、M11「The Brave」、 DISC2：M2「REMEMBER」、M7「scaPEGoat」、M17「BELONG」（「Fate/strange Fake」TVCM）にVo.Yoshが参加。              |
| 2021年 | 3月3日   | iv                                                                   | 通常盤：VVCL-1659 初回生産限定盤：VVCL-1657/8      | SACRA MUSIC      | 澤野弘之がシンガーを迎え展開しているボーカルプロジェクト SawanoHiroyuki[nZk]。M1「IV」、M2「FLAW(LESS)」にVo.Yoshが参加。                                    |
| 2021年 | 5月13日  | Curtain Call feat.Yosh(Survive Said The Prophet)                     | PWT-70                                             | PLAYWRIGHT       | fox capture planのシングル |

## 主なライブ

### 出演イベント
- 2013年5月4日 - GOLD RUSH2013
- 5月19日 - ROOKiEZ is PUNK'D presents BUMPONdaSTYLE vol.22 ～MIXTURE IS NOT DEAD～break of dawn tour FINAL (ROOKiEZ is PUNK'D)
- 11月15日 - CLUBDROP×audioleaf×MAG SYSTEM presents【TRANSIT】vol'2-
- 2014年8月20日 - FACES TOUR 2014 (FAKE FACE)
- 10月3日.4日 - coldrain 「Until The End JAPAN TOUR 2014」 (coldrain)
- 10月26日.28日.31日 - girugamesh 2014-2015 tour "gravitation" (girugamesh)
- 12月9日 - Daylight Tree暴年会2014 Day:1
- 2015年1月10日.12日.16日.18日.23日.25日.27日 - REDLINE RIOT TOUR 2015 (CRYSTAL LAKE, NOISEMAKER, Survive Said The Prophet, wrong city)
- 2月14日 - THE BROTHERHOOD TOUR 2015
- 3月10日 - SWANKY DANK 『Magna Carta』 Tour (SWANKY DANK)
- 3月11日 - MASTER PEACE'15
- 3月14日 - TENJIN ONTAQ 天神音たく
- 3月20日 - MONSTER ENERGY OUTBURN TOUR 2015

## タイアップ
| 曲名           | タイアップ                                                                            |
| -------------- | ------------------------------------------------------------------------------------- |
| let it die     | PlayStation(R)4専用『LET IT DIE』公式参加ソング                                       |
| NE:ONE         | 劇場版『コードギアス 反逆のルルーシュⅢ 皇道』主題歌                                   |
| found & lost   | テレビアニメ『BANANA FISH』第1クールオープニングテーマ                                |
| RED            | テレビアニメ『BANANA FISH』第2クールエンディングテーマ                                |
| Right and Left | WOWOW オリジナルドラマ『虫籠の錠前』主題歌                                            |
| Right and Left | Honda「シャトル」CMソング                                                             |
| MUKANJYO       | テレビアニメ『ヴィンランド・サガ』SEASON1第1クールオープニングテーマ                  |
| Heroine        | NEC「LAVIE VEGA」CMソング                                                             |
| Calm:Unison    | マルハニチロ 冷凍食品 “WILDish”シリーズTVCM                                           |
| Win / Lose     | B.LEAGUE 2021-22 SEASON 公式テーマソング                                              |
| Papersky       | テレビアニメ『東京24区』オープニングテーマ                                            |
| Find You       | テレビアニメ『東京24区』挿入歌                                                        |
| Paradox        | テレビアニメ『ヴィンランド・サガ』SEASON2第2クールオープニングテーマ                  |
| X_AXIS         | ゲーム『機動戦士ガンダム エクストリームバーサス2 インフィニットブースト』テーマソング |